# Sharpless-Katalog

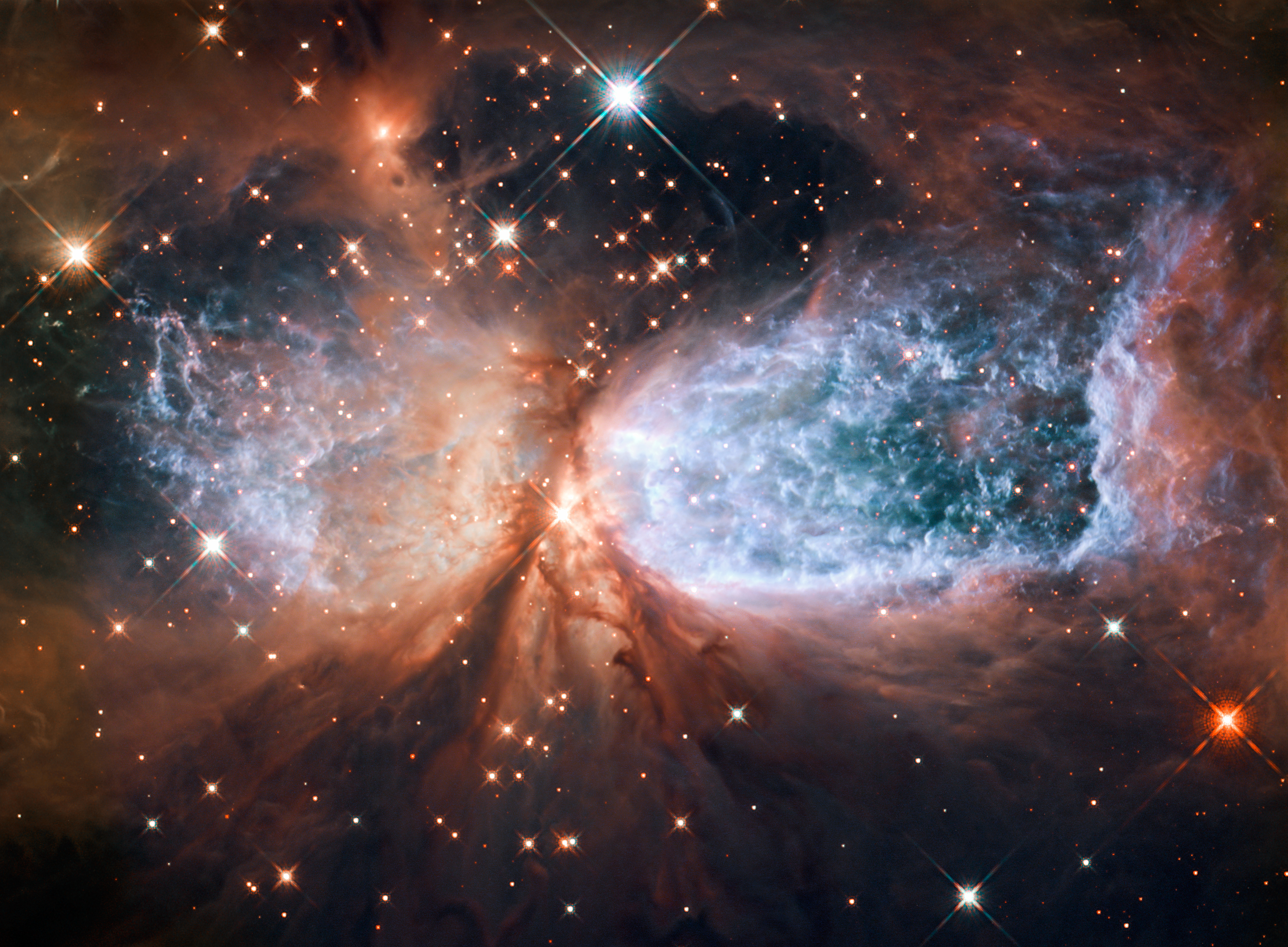
Sharpless 2-106

Der Sharpless-Katalog ist eine Liste von 312 HII-Regionen (Emissionsnebeln) mit der Absicht einer kompletten Liste dieser Objekte nördlich der Deklination δ = −27° (er enthält allerdings auch einige Nebel südlich dieser Erhebung).
Die erste Ausgabe aus dem Jahr 1953 (Sh1) enthielt noch 142 Objekte, die zweite und finale Version von 1959 (Sh2) von Stewart Sharpless dann 312 Objekte.
Der Katalog enthält zudem einige Planetarische Nebel und Supernova-Reste.
Im Jahr 1953 wurde Stewart Sharpless Mitarbeiter der United States Naval Observatory Flagstaff Station, wo er HII-Regionen der Milchstraße auf Basis der Durchmusterung des Palomar Sky Survey analysierte und katalogisierte.
Aus dieser Arbeit heraus veröffentlichte er seine Kataloge von HII-Regionen in zwei Ausgaben, den ersten noch im selben Jahr mit 142 Nebeln. Die zweite und auch letzte Edition wurde 1959 herausgegeben und enthielt dann 312 Nebel.
Sharpless-Koordinaten der ersten Ausgabe Sh1 basieren auf den Sternkatalogen der Bonner Durchmusterung (BD) oder der Córdoba-Durchmusterung (CD). Die zweite Ausgabe benutzte Koordinaten der Epoche 1900.
Im Sh2 haben einige Koordinaten der südlichen Hemisphäre Messabweichungen von über einer Bogenminute. Das kann ein Auffinden von den gesuchten Objekten deutlich erschweren. Deswegen wurde ein revisionierter Katalog mit Namen BFS (Blitz, Fich and Stark) herausgegeben. Dieser enthielt 65 neue Objekte, 20 Objekte wurden entfernt. Die meisten der entfernten Objekte waren entweder bereits angeführte Nebel oder Überreste.
Die 312 Einträge im Sharpless-Katalog überlappen sich manchmal mit den 110 im Messier-Katalog (M), den 7.840 des New General Catalogue (NGC) als auch dem RCW-Katalog. Zeitgenössisch waren die Kataloge Gum und RCW, obwohl diese hauptsächlich die südliche Hemisphäre abdeckten.

## Beispiele
Auszug von Beispielen des zweiten Sharpless-Katalogs aus dem Jahr 1958; Ein Klick auf das Bild liefert die Bildbeschreibung, die meisten stammen entweder von unterschiedlichen Amateurastronomen, der Europäischen Südsternwarte, der ESA oder  der NASA
| Sh 2- # | Name              | Bild | Vorkommen oder Alternativnamen                                              |
| ------- | ----------------- | ---- | --------------------------------------------------------------------------- |
| 6       | NGC 6302          |      | Sh2-6, NGC 6302, Bug Nebula, PK 349+01 1, Butterfly Nebula, RCW 124, Gum 60 |
| 8       | NGC 6334          |      | ESO 392-EN 009, Sharpless 8, RCW 127, Gum 64, NGC 6334                      |
| 11      | NGC 6357          |      | Sh2-11, NGC 6357, RCW 131, Gum 66, War and Peace Nebula                     |
| 25      | Lagunennebel      |      | Sh2 25, RCW 146, Gum 72, Messier 8                                          |
| 30      | Trifidnebel       |      | Sh2 30, M20, NGC 6514, RCW 147, Gum 76                                      |
| 45      | Omeganebel        |      | Omega Nebula, M17, NGC 6618, Swan Nebula, Sharpless 45, RCW 160, Gum 81     |
| 49      | Adlernebel        |      | Sh2 49, Messier 16, NGC 6611, RCW 165, Gum 83                               |
| 101     | Tulpennebel       |      | Sharpless 101                                                               |
| 105     | NGC 6888          |      | Sh2 105, Sharpless 105                                                      |
| 106     | Sh2-106           |      | Sh2-106, Celestial Snow Angel                                               |
| 117     | Nordamerikanebel  |      | NGC 7000                                                                    |
| 125     | Kokon-Nebel       |      | IC 5146                                                                     |
| 140     | Sh2-140           |      | Sh2-140                                                                     |
| 155     | Höhlennebel       |      | Sh2-155                                                                     |
| 162     | NGC 7635          |      | Sh2-162, NGC 7635, Bubble nebula                                            |
| 184     | NGC 281           |      | NGC 281, IC 11                                                              |
| 191     | Maffei 1          |      | Sh2-191, Maffei 1, PGC 9892                                                 |
| 197     | Maffei 2          |      | Sh2-197, Maffei 2, UGCA 39, PGC 10217                                       |
| 199     | Seelennebel       |      | Sh2-199, LBN 667, Soul Nebula, IC 1848 (cluster only)                       |
| 220     | Kaliforniennebel  |      | NGC 1499, Sharpless 220                                                     |
| 229     | IC 405            |      | Flaming Star Nebula, IC 405, Sh2-229                                        |
| 238     | NGC 1555          |      | NGC 1555, Hind's Nebula, Sharpless 238                                      |
| 244     | Krebsnebel        |      | Messier 1, NGC 1952,                                                        |
| 248     | IC 443            |      | IC 443, Sh2-248, Jellyfish Nebula                                           |
| 271     | Flammennebel      |      | Sh2-271, NGC 2024                                                           |
| 275     | Rosettennebel     |      | Sh2-275, CTB 21                                                             |
| 276     | Barnards Schleife |      | Sh2-276, Barnard’s Loop                                                     |
| 281     | Orionnebel        |      | M42, NGC 1976, LBN 974                                                      |
| 298     | NGC 2359          |      | Thors Helm, Gum 4, Sharpless 298, NGC 2359                                  |